# Veikko Ruotsalainen
Veikko Hannes Ruotsalainen (ur. 12 maja 1908 w Sonkajärvi, zm. 5 marca 1986 w Lappeenranta) – fiński biathlonista.

## Kariera
Uczestniczył w zawodach sportowych w latach 20. i 30. XX wieku. W 1928 wystąpił na igrzyskach olimpijskich w Sankt Moritz, wspólnie z Kalle Tuppurainenem, Esko Järvinenem i Eino Kuvają zajmując drugie miejsce w zawodach pokazowych w patrolu wojskowym. Był to jego jedyny wynik na podium międzynarodowych zawodów tej rangi.